# Henri Moulle
Henri Moulle, né le 17 septembre 1916 à Montluçon et mort le 10 août 2001 à Allogny, est un homme politique français.

## Mandats électifs
- Député de la 1re circonscription du Cher (1978-1981)
- Maire d'Allogny